# تقييم التهديد
تقييم التهديد (بالإنجليزية: Threat assessment) هو ممارسة تحديد مصداقية وخطورة التهديد المحتمل، بالإضافة إلى احتمال أن يصبح ذلك التهديد حقيقة واقعة.  يُعد تقييم التهديد منفصلاً عن الممارسة الأكثر رسوخًا المتمثلة في تقييم مخاطر العنف، والتي تحاول التنبؤ بالقدرة العامة للفرد وميله للرد على المواقف بعنف، وبدلاً من ذلك، يهدف تقييم التهديد إلى إيقاف الأشخاص الذين لديهم نوايا لارتكاب «عنف مفترس أو ذرائعي (العنف الذرائعي ينتهي بمجرد تحقيق المطالب)، وهو نوع السلوك المرتبط بالهجمات المستهدفة»، وفقًا لما ذكره ج. ريد ميلوي وهو حامل للدكتوراه والمحرر المشارك للكتيب الدولي لتقييم التهديدات. «إن للعنف المفترس والعاطفي أنماط مميزة من العنف إلى حد كبير.» 

## مكونات
يتضمن تقييم التهديد عدة مكونات رئيسية (1-4):
- التعريف: تحديد التهديدات التي قد ترتكب فعل غير مرغوب فيه. ويجب على السلطات أيضًا أن توضح أنه سيتم التعامل مع النصائح بعناية ومسؤولية؛ وتفهم أن الأشخاص الذين يبلغون عن تلك التهديدات قد يخشون من توريطهم شخص آخر عن طريق الخطأ، أو التورط في مشكلة أو كليهما.
- التقييم الأولي: تحديد خطورة التهديد. ويمكن أن يشمل ذلك اختصاصيي الأمن، ومستشاري المدارس، والمشرفين أو مديري الموارد البشرية الذين يتحدثون مع الشخص المعني وأقرانه أو المشرفين عليه، وكذلك النظر إلى مواقع وسائل التواصل الاجتماعي، لتقييم ما إذا كان الشخص يخطط للعنف أم لا، وكذلك لتقييم حالات الحياة الحالية للمعني.
- إدارة الحالة: تطوير خطط التدخل لمعالجة المشكلة الأساسية، مثل البلطجة والقلق أو الاكتئاب، والتي يتم تدريب أخصائيي الصحة العقلية على التعامل معها. وفي الحالات التي يكشف فيها التقييم عن تهديد حقيقي، يضع المسؤولون عن تطبيق القانون وغيرهم من المهنيين خطة لتعطيل المسار المحتمل للعنف. وعلى المدى القصير، قد يعني هذا تنبيه الضحايا المحتملين وكبح جماح الفرد المسبب لذلك التهديد. وعلى المدى الطويل، يعني ذلك إعادة توجيه ذلك الفرد أو من قد يكون على مثل هذا المسار القريب لإستعمال العنف.
- متابعة التقييم وتخطيط السلامة: اعتمادًا على التهديد، سواء كان صريحًا أو ضمنيًا، في الماضي أو الحاضر فإن التهديدات للعنف، وفقًا لجوزيف أ. ديفيس وهو حاصل على الدكتوراه ومؤلف ومحرر «جرائم المطاردة وحماية الضحايا» (تايلور -Francis / Routledge Press ، 2001، 538 صفحة)، يحتاج الشخص الذي يحدد مدى جدوى التهديد إلى إجراء تقييم نقدي لطبيعة التهديد المستمرة من خلال النظر المستمر في مؤشرات RSIF. وهي تعني التالي:الحداثة - الخطورة - الحدة - التكرار) للتهديد من قبل المهدِّد RECENCY-SEVERITY-INHENSITY-FREQUENCY

## مجالات الحاجة
يرتبط تقييم التهديد بالعديد من الشركات والقطاعات، بما في ذلك المدارس. مختصي تقييم التهديد وهم علماء النفس والموظفين المكلفين بإنفاذ القانون، يعملون على تحديد ومساعدة المجرمين، وتوجيه الطلاب للتغلب على المصادر الكامنة وراء الغضب، فقدان الأمل أو اليأس، ويمكن لهذه المشاعر أن تزيد من خطر الانتحار وتعاطي الكحول والمخدرات والاعتداء الجسدي والتسرب والنشاط الإجرامي، ينطبق تقييم التهديدات أيضًا على إدارة المخاطر، وغالبًا ما يقوم مديري مخاطر أمن المعلومات بتقييم التهديدات قبل وضع خطة للتخفيف من تلك التهديدات.